# Roman Dzneladze
Roman Dzneladze (né le 12 avril 1933 et mort le 11 avril 1966) est un lutteur soviétique d'origine géorgienne spécialiste de la lutte gréco-romaine. Il participe aux Jeux olympiques d'été de 1956 dans la catégorie des poids plumes (57-62 kg). Il y remporte la médaille de bronze.

## Palmarès

### Jeux olympiques
- Jeux olympiques de 1956 à Melbourne,  Australie
  -  Médaille de bronze.